# 아레나 나치오날러
아레나 나치오날러(루마니아어: Arena Națională, "국립경기장"이라는 뜻)는 루마니아 부쿠레슈티에 있는 축구 경기장이다. 2011년 9월 6일에 개장했으며 루마니아 축구 국가대표팀의 홈 구장으로 사용되고 있다. UEFA 유로파리그 2011-12 결승전이 열린 경기장이자 UEFA 유로 2020 경기가 열린 경기장 가운데 한 곳이다.

## 같이 보기
- 도이체 방크 파르크